# Asthena subditaria
Asthena subditaria är en fjärilsart som beskrevs av W. Warren 1906. Asthena subditaria ingår i släktet Asthena och familjen mätare. Inga underarter finns listade i Catalogue of Life.